# بخش رامفی
بخش رامفی (انگلیسی: Rumphi District) یکی از بخش‌های کشور مالاوی است.
این بخش ۴٬۷۶۹ کیلومتر مربع مساحت و ۱۲۸٬۳۶۰ نفر جمعیت دارد و مرکز آن شهر ددزا می‌باشد.